# Музей Банка Канады

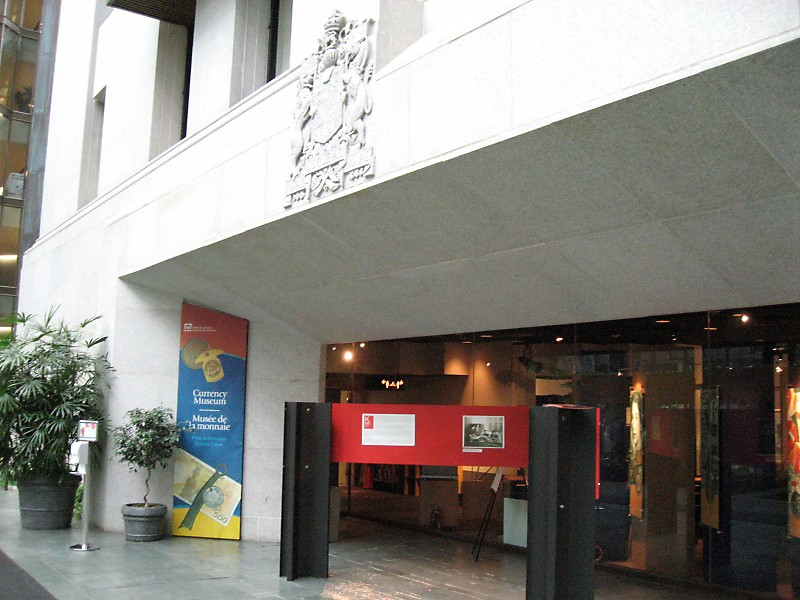
Бывший вход в музей (до 2013, ныне вход в Банк Канады

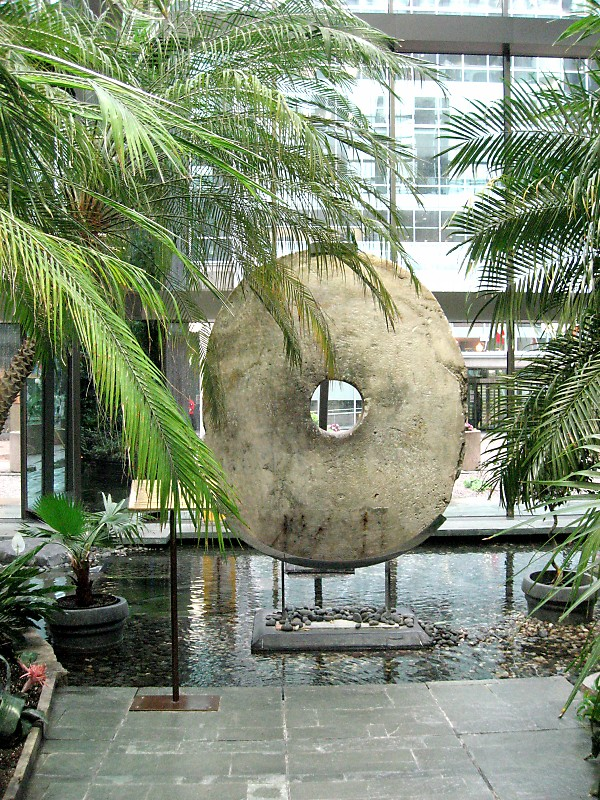
Каменный круг «раи» с острова Яп, использовавшийся как местная валюта. Был расположен в оранжерее перед входом в музей до переезда в новое здание.

Музей Банка Канады (англ. The Bank of Canada Museum, фр. Le Musée de la Banque du Canada с 2017; до закрытия на реновацию в 2013 г. был известен как Музей валюты (англ. Currency Museum, фр. Le Musée de la Monnaie)) — музей, посвящённый истории денежного обращения в Канаде и в мире. Коллекция музея отображает путь, который проделала канадская денежная система, начиная с момента появления первых денег с приходом колонистов и до наших дней.

## Местонахождение
Ранее был расположен на 1-м этаже главного здания Банка Канады на углу Спаркс-стрит и Бэнк-стрит в городе Оттава. С 2017 г. находится в новом подземном здании на углу Веллингтон и Спаркс, в двух шагах от прежнего здания, где сейчас находятся только помещения Банка Канады.

## История
Идея создания национальной коллекции валюты была впервые предложена в конце 1950-х годов губернатором банка Джеймсом Койном (James Coyne). В 1959 году, для помощи в формировании коллекции, был приглашён нумизматический консультант Г. Р. Л. Поттер (G.R.L. Potter). Под его руководством банк начал собирать артефакты, которые отражали развитие канадской валюты за предыдущие 150 лет.
К 1962 году Шелдон С. Кэрролл (Sheldon S. Carroll) стал первым куратором музея банка. Его задачей стало формирование наиболее полной коллекции канадских монет, жетонов и бумажных денег. Кэрролл пополнил коллекции древней, средневековой и современной иностранной валюты, а также подобрал экспонаты, связанные с банковской и финансовой деятельностью. Основная часть коллекции была собрана в этот период.
Экспонаты были приобретены у отдельных коллекционеров, частных фирм и государственных учреждений. В 1963 году банком была приобретена коллекция известного нумизмата Джей Дугласа Фергюсона (J. Douglas Ferguson). Она включала бумажные деньги, выпущенные во время французского режима и собрание античных, средневековых и современных монет. Ещё одним важным приобретением стала передача большого количества монет из государственных архивов Канады в 1965 году. В том числе уникальная Коллекция Харта (Hart Collection), приобретенная канадским правительством ещё в 1883 году.
В 1974 году банк приобрел большую коллекцию из Шато-де-Рамзай ( Château de Ramezay), дома нумизматического и антикварного общества Монреаля, первого нумизматического общества Канады. Это приобретение включала раритеты ведущего нумизмата Канады в конце XIX и начале XX веков Р. В. МакЛахлана (R.W. McLachlan).
В 1977 году госсекретарь Канады официально утвердил коллекцию банка, как Национальную коллекцию валюты.
Музей валюты открыл свои двери для широкой публики 5 декабря 1980 года, когда коллекция была перенесена в историческое здание бывшей штаб-квартиры Банка Канады. В этом здании, спроектированном канадским архитектором Артуром Эриксоном, располагалось одно из самых первых отделений Центрального банка страны.
В 2013 г. Музей был закрыт на реновацию, и вновь открыл двери в 2017 г. в новом помещении, под новым названием, с изменённым дизайном и концепцией. Экспозиция намного упростилась и сократилась, в то же время, появилось много интерактивных дисплеев для детей.

## Коллекция
С 2013 г. большая часть коллекции музея находится в запасниках.
В коллекции музея находятся свыше 100 000 экспонатов, связанных с денежными системами Канады и мира, в том числе богатейшая коллекция монет Канады, коллекции по истории чеканки монет и бумажных денег Европы. Это монеты, банкноты, монетные штемпели, весы, жетоны, кассовые аппараты, кошельки, нумизматические медали, образцы подделок. Интерактивные стенды рассказывают о способах защиты денег и наиболее известных случаях фальшивомонетничества. Коллекция банкнот находится на выдвижных полках: посетители сами выдвигают нужную, а затем задвигают обратно в стену.
Музейный архив и библиотека содержат свыше 8500 книг, брошюр, каталогов, журналов и других документов. Самые ранние из них относятся к эпохе Средних веков. Музей предлагает различные образовательные программы на английском и французском языках.